# St. Lucia (Eicherscheid)

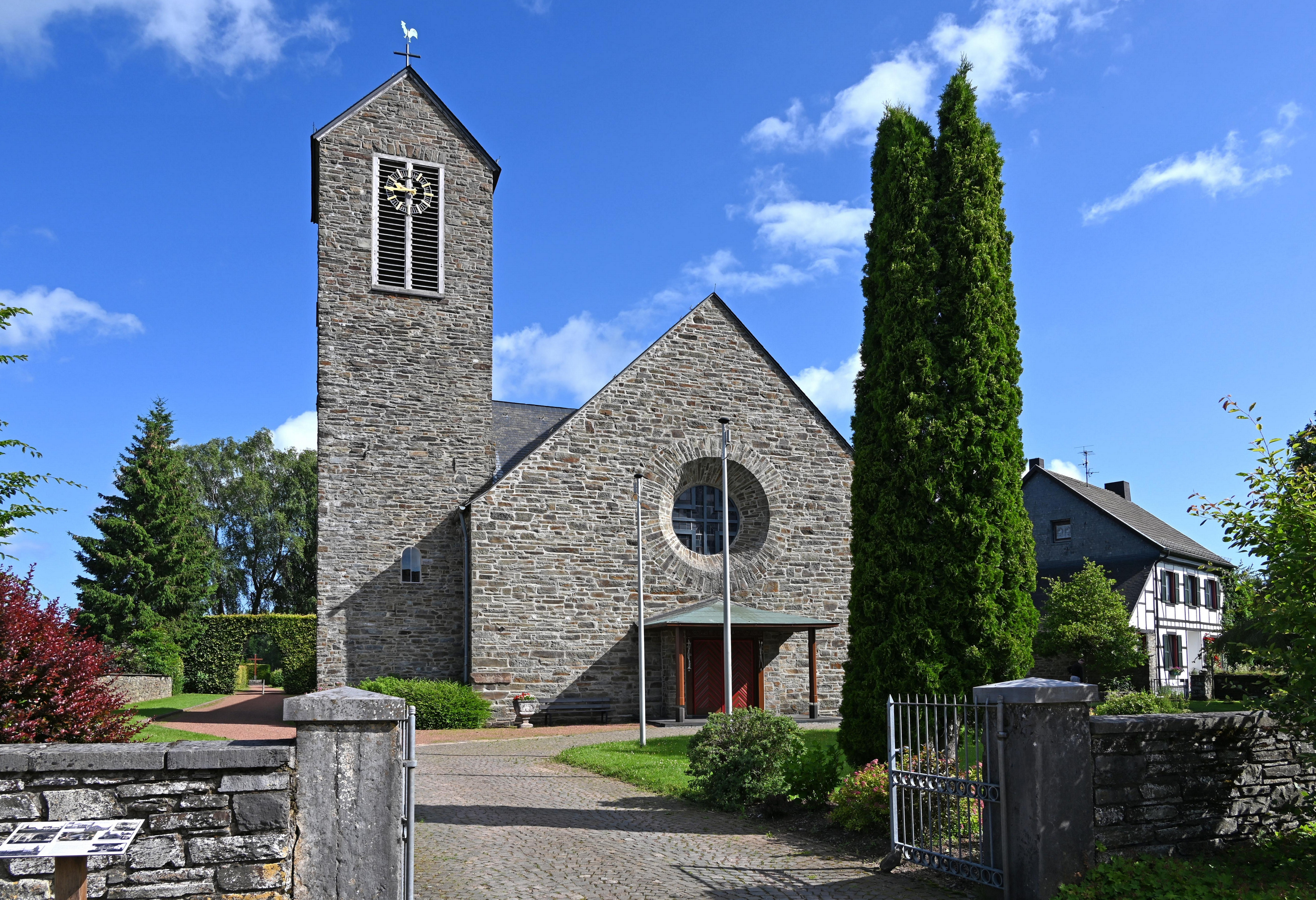
St. Lucia in Eicherscheid

St. Lucia ist die römisch-katholische Pfarrkirche des Simmerather Ortsteils Eicherscheid in der Städteregion Aachen in Nordrhein-Westfalen.

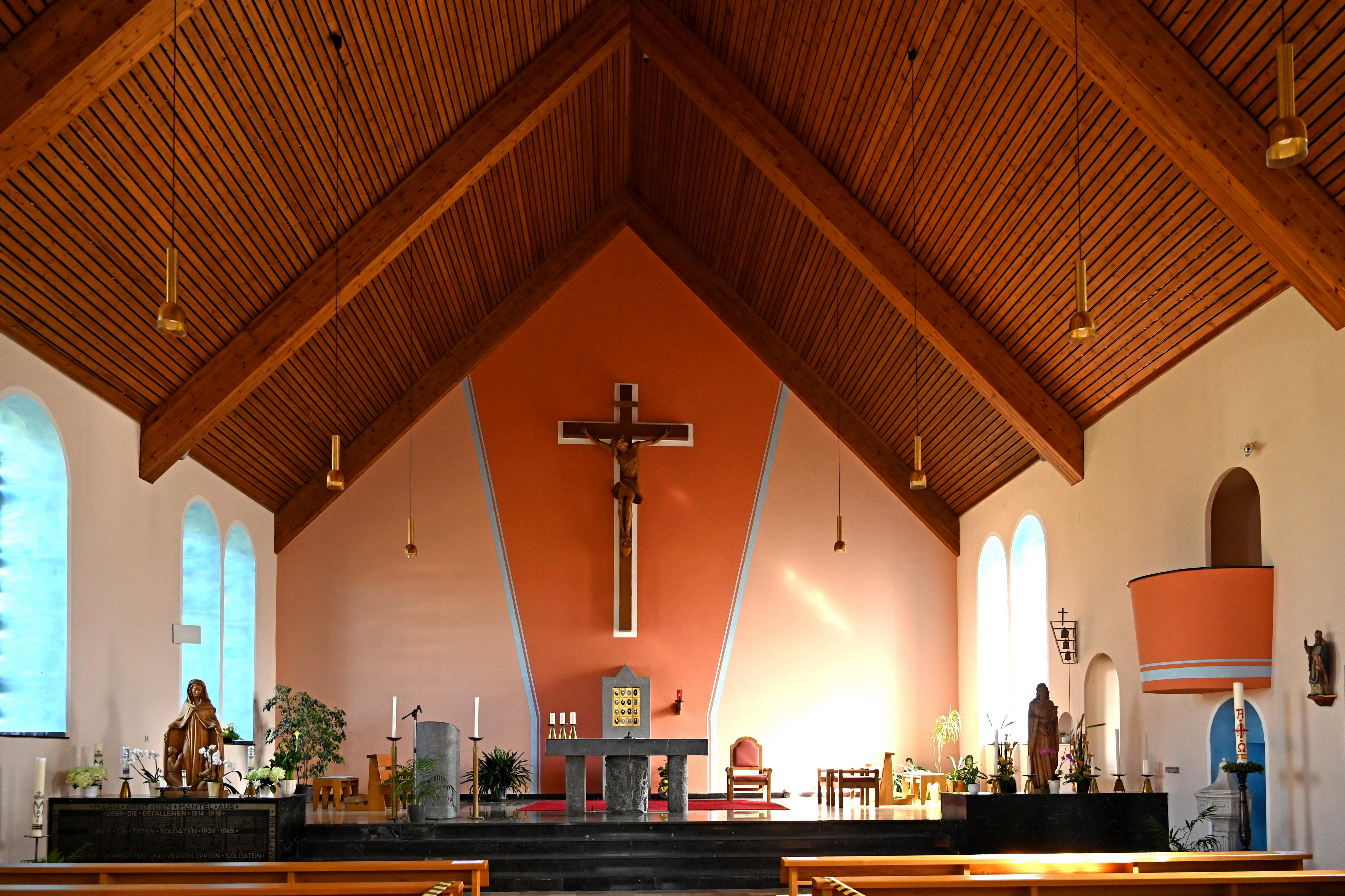
Kirchenschiff mit Blick zum Altar

Die Kirche ist dem Patronat der hl. Märtyrerin Lucia von Syrakus anvertraut. Zur Pfarrei gehört auch die Pfarrvikarie Hammer mit der Kirche St. Bartholomäus.

## Lage
Das Kirchengebäude befindet sich im nördlichen Teil Eicherscheids am Kirchweg. Im Süden vor der Kirche steht die Dorflinde und hinter der Kirche im Norden ist der Friedhof. An der Ostseite befindet sich das alte Pfarrhaus.

## Allgemeines
Eicherscheid gehörte seit Entstehung des Ortes im 15. Jahrhundert zur Pfarre Konzen. Zwischen 1683 und 1685 erbauten die Bewohner ihr eigenes Gotteshaus gegen den Willen der Pfarre Konzen und des Aachener Marienstifts. Unterstützung erfuhren die Eicherscheider jedoch von Stephan Horrichem, Prior des Klosters Reichenstein. Am 24. November 1713 wurde Eicherscheid schließlich von Konzen abgetrennt und durch den Kölner Generalvikar Johann Arnold de Reux eigenständige Pfarrei. Zugleich wurde die neue Pfarre dem Kloster Reichenstein inkorporiert. Zuvor hat es vermutlich eine Einigung mit dem Pfarrer von Konzen und dem Marienstift in Aachen gegeben. Hammer gehörte zwischen 1713 und 1804 sowie seit 1825 zur Pfarre.

## Baugeschichte
Die zwischen 1683 und 1685 erbaute Kirche war vermutlich das erste Gotteshaus in Eicherscheid und wurde am 2. September 1685 geweiht. 1713 erfolgte die Erhebung zur Pfarrkirche. Im Jahr 1777 musste der Glockenturm wegen Baufälligkeit abgerissen werden und wurde durch einen neuen ersetzt. 1924 war die Kirche so baufällig, dass sie aus Sicherheitsgründen geschlossen werden musste. Nach notdürftigen Reparaturen konnte sie zunächst wieder genutzt werden, jedoch wurde ein Neubau erforderlich. So wurde die alte Kirche im Jahr 1933 bis auf die unteren beiden Geschosse des Glockenturms abgerissen.
Im Jahr 1933 entstand die heutige Pfarrkirche an gleicher Stelle. Grundsteinlegung war am 21. Mai 1933 und bereits vier Monate später war das neue Gotteshaus fertiggestellt. Die Konsekration fand am 24. September 1933 statt und wurde vom Aachener Bischof Joseph Vogt vollzogen. Geplant hat die Pfarrkirche der Kölner Architekt Hans Peter Fischer.
Im Zuge der Kampfhandlungen des Zweiten Weltkriegs wurde die Pfarrkirche 1944 sehr stark beschädigt. Nach dem Krieg erfolgte bis 1954 die Beseitigung der Kriegsschäden unter der Leitung des Architekten Schnieders. Zum Abschluss des Wiederaufbaus fand am 14. März 1954 die Weihe des neuen Altars durch den Aachener Weihbischof Friedrich Hünermann statt. 1980 erfolgte eine umfassende Renovierung des Bauwerks.

## Baubeschreibung
St. Lucia ist eine einschiffige und rechteckige Saalkirche in sechs Achsen aus Bruchstein in modernen Formen. Die Fenster sind rundbogig. Die Kirche ist nicht geostet und hat eine Nord-Süd-Ausrichtung. Der Glockenturm befindet sich am Südende der Westwand, hat drei Geschosse und schließt mit einem Satteldach. Die unteren beiden Geschosse stammen noch aus 1777, das obere aus 1933. Das Kirchenschiff besitzt ebenfalls ein Satteldach, welches im Innenraum sichtbar ist.

## Ausstattung
Der Altar und das Tabernakel sind Werke aus Blaustein von Josef Janssen von 1983. Noch aus der Vorgängerkirche stammt der Taufstein. Er wurde im 17. Jahrhundert aus Blaustein geschaffen. Das große Kreuz mit Kruzifix im Altarraum wurde 1954 in Oberammergau geschnitzt. Aus der Erbauungszeit der Kirche ist die Kanzel aus 1933 erhalten. Die Orgel besitzt 18 Register, eine elektrische Traktur und wurde von der Aachener Orgelbauanstalt Karl Bach angefertigt. Einige Buntglasfenster sind Werke von Erich Charlier aus dem Jahr 1991.

## Pfarrer
Folgende Pfarrer wirkten bislang an St. Lucia als Seelsorger:
- 1930–1935: Matthias Berg
- 1936–1948: Josef Jansen
- 1948–1957: Nikolaus Pohen
- 1957–1979: Wilhelm Steven
- 1979–1995: Heribert Lennartz
- 1995–2010: Ernst Schneider[5]
- Seit 2010: Michael Stoffels